# Drottning Desideria
Desideria, född Bernhardine Eugénie Désirée Clary 8 november 1777 i Marseille, död 17 december 1860 i Stockholm, var furstinna av Pontecorvo från år 1806 och drottning av Sverige och Norge under Svensk-norska unionen 1818–1844. Hon var gift med Jean Baptiste Bernadotte, sedermera kung Karl XIV Johan, och mor till Oscar I. Vid hennes ankomst till Sverige försvenskades formellt hennes namn till Desideria, ett namn som hon själv inte använde.

## Biografi

### Tidigt liv
Désirée Clary föddes som yngsta barnet av nio, till François Clary (1725–1794) och hans fru i andra giftet, Françoise Rose Somis (1737–1815), dotter till en armékapten. Släkten Somis kom från Pinerolo i Turin i Piemonte. Hennes far, som var en förmögen sidenhandlare i Marseille – han exporterade fransk manufaktur och importerade varor från Italien och Orienten – upplät familjens hem på nuvarande Rue des Phocéens till en samlingsplats för de från Korsika fördrivna bröderna Bonaparte. Släkten Clary kan spåras till en Jacques Clary från Marseille, gift 1690 och farfars far till Désirée. Hon gick liksom sin syster Julie Clary i klosterskola men de båda hämtades hem av fadern då revolutionen utbröt 1789, och de fick därefter uppfostran i hemmet när de franska klosterskolorna avskaffades året därpå.

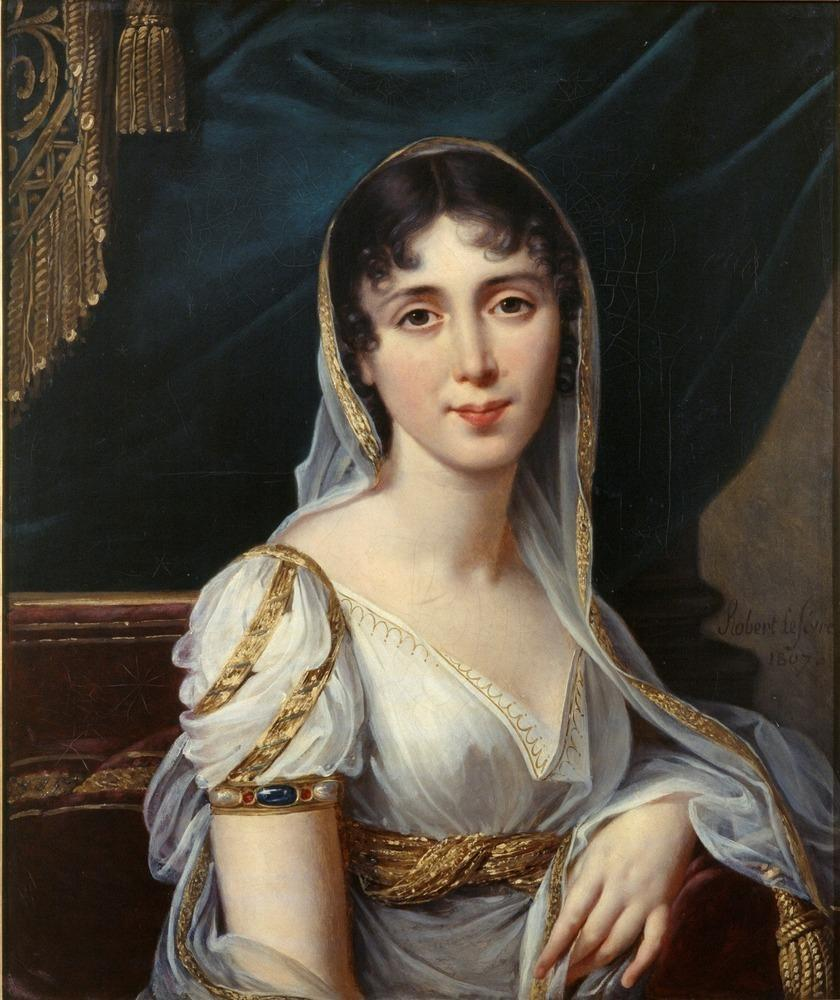
Désirée Clary

Drottning Desideria, 1818.
Miniatyrporträtt på Livrustkammaren.

Efter hennes fars död 1794 kom det till myndigheternas kännedom att han före revolutionen hade ansökt om adelskap. Detta ledde till att hennes äldre bror och förmyndare Etienne arresterades i faderns ställe och riskerade att avrättas. Tack vare att Etienne hade en vänskapsrelation med Robespierres yngre bror Augustin Robespierre blev han dock frisläppt men arresterades snart en andra gång. Denna gång uppvaktade Etiennes fru folkrepresentanten Albitte för att be för sin makes liv. Hon tog med sig Désirée, men denna somnade i väntrummet. Hennes svägerska ville inte väcka henne, och glömde sedan bort henne då hon fått framgång i sin ansökan och genast gått för att möta sin make i frihet. Désirée hittades senare sovande i väntrummet av en viss Joseph Bonaparte som gentlemannamässigt följde henne hem; och redan samma år förlovade de sig. Genom Joseph lärde Désirée känna hans yngre bror – Napoleon. Denne fattade snart tycke för den yngre av systrarna Clary, Désirée, och föreslog att hon i stället skulle förlova sig med honom, och Joseph med hennes syster Julie, något samtliga inblandade tyckte föll väl ut.
Julie gifte sig 1794 med Joseph Bonaparte, senare kung av Neapel och kung av Spanien. Båda familjerna hoppades på ett äktenskap också mellan Napoleon och Désirée, och de två förlovade sig samma år. Åren 1795–1797 bodde Désirée med sin syster och svåger i Genua, där Joseph hade ett diplomatiskt uppdrag, och där levde de sitt sociala liv i kretsen av familjen Bonaparte, som flyttat efter. Under hösten 1795 kom det dock till Désirées kännedom att Napoleon hade blivit förälskad i någon annan och när han i ett brev den 6 september samma år meddelade sin avsikt att slå upp förlovningen, befriade Désirée honom från hans äktenskapslöfte. Napoleon äktade istället den 9 mars 1796 Joséphine de Beauharnais. Likväl förblev Napoleon och Désirée vänner. Hon hade i honom en trogen allierad som i egenskap av framgångsrik militär och politiker såg till att ge henne privilegier och hon själv kom att få en medlande roll mellan den blivande kejsaren och hennes framtida make Jean Baptiste Bernadotte.

### Äktenskap
1797 flyttade Désirée med syster Julie och hennes make till Rom där Joseph var ambassadör. Hon blev där trolovad med general Leonard Duphot. Trolovningen var mer eller mindre arrangerad av Napoleon, som ville ordna ett lämpligt äktenskap åt henne. Duphot hade redan en sambo och en utomäktenskaplig son på fyra år, men Désirées hemgift och ställning som Napoleons svägerska gjorde henne till en tillgång för hans karriär. Désirée själv ska inte ha varit entusiastisk inför planerna men utsattes för vissa påtryckningar och hon tycks ha givit efter för familjens vilja och till sist samtyckt. Bröllopet var bestämt till 30 december 1797. Två dagar innan den tänkta vigseln utbröt dock ett antifranskt upplopp i Rom utanför Palazzo Corsini vid deras bostad, och i oroligheterna blev hennes trolovade Duphot dödad. Désirée bosatte sig nu i Paris hos Julie och Joseph där hon umgicks i kretsen av familjen Bonaparte av vilka hon fortfarande var omtyckt. De förebrådde Napoleon för att ha brutit sin förlovning med henne till förmån för Josephine, som de ogillade. Även Désirée uttryckte sig negativt om Josephine, som hon beskrev som en listig äldre kurtisan med ett välförtjänt dåligt rykte, men hon ska inte ha visat samma fientlighet som Napoleons familj öppet gjorde.
Désirée mottog under denna tid ett frieri från general Junot, men hon tackade nej då han endast framförde sin förfrågan genom ett ombud. I Paris lärde hon nu istället känna den franske generalen Jean Baptiste Bernadotte. Tycke uppstod mellan de två som snart förlovade sig och bröllopet ägde rum den 17 augusti 1798 i Sceaux-l'Unité. Deras vigsel, då han var kalvinist och hon ateist, var borgerlig. Makens smeknamn på henne ska ha varit "Bonette".
Under Napoleons kupp 1799 var Désirée utsatt för påverkan både från dem som ansåg att hennes make själv borde gripa makten i Frankrike och från familjen Bonaparte, som båda försökte påverka maken genom henne och använda henne som informationskanal om hans planer. Bernadotte höll henne utanför sina politiska åsikter då han var medveten om att hon påverkades av andra, men han skulle senare säga att det var på grund av hennes släktförbindelser som han hållits passiv under Napoleons maktövertagande. Paret var under kuppen tvungna att ligga lågt, och höll sig under tre dagar gömda i general Sarrazins lantvilla vid Villeneuve St. Georges – dit Désirée flytt utklädd till man. Hon höll kontakten med Julie för att veta när det var säkert att återvända, och Napoleon ska ha tolererat Bernadotte av hänsyn till sin gamla trolovade.
År 1800 var Désirée närvarande vid det misslyckade attentatet med helvetesmaskinen, som exploderade mitt mellan den vagn där Napoleon satt och den vagn där hon själv färdades med Caroline Bonaparte. Bernadotte utnyttjade ibland sin hustrus kontaktnät, som då han 1801 bad henne ingripa till förmån för en general Ernouf och be sin svåger Joseph tala med Napoleon till dennes förmån, något hon också gjorde. Maken ville gärna att hon umgicks i societeten och såg till att hon fick lektioner i dans och uppförande av en dansinstruktör vid namn Montel. Sommaren 1802 avslöjades en sammansvärjning mot Napoleon, varvid Désirée förhördes om Bernadottes eventuella inblandning. Hon förnekade att han skulle vara inblandad, men uppgav att han ofta hade träffat Moreau (en av de misstänkta generalerna) i deras hem och talat om denne och en sammansvärjning i sömnen. Till följd av detta utnämndes Bernadotte till guvernör i Louisiana. Désirée och maken stod redo att resa till Amerika från La Rochelle, då utnämningen plötsligt återkallades.
Den 19 maj 1804 blev hon genom makens utnämning till Marskalk av Frankrike kallad Marskalkinna, något som dock påverkade henne föga då hon liksom sin syster Julie beskrivs som likgiltig för social status. Ställningen gav henne dock ett bekvämare liv: Napoleon gav henne ett hus vid Rue d'Anjou Saint-Honoré, i vilket hon därefter bodde, en gåva på 200 000 franc och ett underhåll på 300 000 franc. Den 2 december 1804 deltog hon vid Napoleons kröning i Notre-Dame. Hon gick närmast efter Josephine, vars släp bars av Napoleons systrar och svägerskor, och bar på Josephines näsduk och slöja på en kudde. På makens begäran slapp hon en tjänst som hovdam och höll sig i övrigt så mycket som möjligt borta från hovet. Däremot deltog hon gärna i societetens sällskapsliv med dans, musik och teater och tillbringade somrarna på en badort eller lantställena La Grange eller Auteuil. Hon umgicks mycket i familjekretsen med medlemmarna av familjerna Bonaparte och Clary, men samlade också en krets vänner, bland annat poeten abbé de Cabré, som kallade sig för "marskalkinnans poet", och Ange Chiappe från Korsika, som ryktades vara hennes älskare. Hon beskrivs som vacker och älskvärd, berömdes för att vara en skicklig dansare men bedömdes trots det som anonym och obetydlig.
Makarna Bernadotte blev furste och furstinna av Pontecorvo 1806. Då maken fick titeln blev hon förskräckt när hon mottog en delegation från Ponte Corvo som formellt bad henne att flytta dit, men lugnades då hon fick veta att det i praktiken inte var nödvändigt. Hon levde för det mesta i Paris skild från Bernadotte under hans placeringar utomlands. Paret upprätthöll ändå regelbunden brevväxling där hon höll honom informerad om förhållandena i staden. Hon tvingades dock åtfölja kejsarinnan Josephine till Mainz under fälttåget mot Preussen 1806. Sommaren 1807 besökte hon också Bernadotte i Marienburg i Ostpreussen, där hon vårdade honom under hans sjukdom. Hon besökte honom också några gånger i Hamburg, då Bernadotte var guvernör över Hansastäderna. När Napoleon fick tre sobelpälsar i gåva av tsaren vid deras möte i Erfurt 1808, gav han en till sin syster Pauline och den andra till Désirée.

### Kronprinsessa

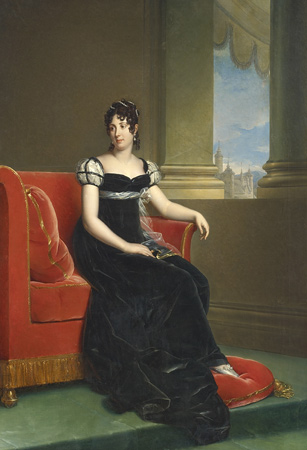
Desideria som kronprinsessa i nationella dräkten, porträtterad av R. Lefévre.

Sedan Bernadotte valts till svensk tronföljare i augusti 1810 blev Désirée följdriktigt kronprinsessa av Sverige. Hon uppfattade initialt makens ställning som kronprins av Sverige som lika formell som hans ställning som furste av Ponte Corvo, och förväntade sig inte att behöva besöka Sverige mer än hon hade behövt besöka den lilla enklaven: "Jag tänkte, att det var som med Ponte Corvo, ett ställe som vi skulle få en titel av." Hon uppgav senare att hon aldrig hade brytt sig om några andra länder än Frankrike och inte heller visste någonting om utlandet. Hon blev förtvivlad då hon fick veta att hon förväntades lämna Paris och sköt upp sin avresa och reste inte samtidigt som maken. Hennes franska personal uppmuntrade henne i hennes fruktan för att resa till "isbjörnarnas bistra och ogästvänliga land", och hon var nu också förtjust över den plats hon hade fått vid det franska hovet genom sin nya status som kronprinsessa, där Napoleon bjudit henne på söndagsmiddag varje vecka sedan hon fått titeln. Hon reste dock slutligen med sin son via Hamburg, Danmark och Kronborg över Öresund till Helsingborg och Sverige.
Den 22 december 1810 välkomnades hon och hennes son Oscar i Helsingborg, och den 6 januari 1811 presenterades hon vid hovet i Stockholm. Hennes make hade övergått till lutherdomen och bytt namn till Karl Johan, och även hennes son fick konvertera vid sin ankomst, något som dock inte krävdes av henne själv. Hon tilläts hålla egna katolska mässor i ett privat kapell, där hon firade Te Deum vid födseln av Napoleons son. Mässorna ska för henne mest ha tjänat som en påminnelse om Frankrike, då hon på djupet inte var religiös. Désirée kom dock att endast tillfälligt vistas i Sverige. Hon trivdes inte vid det svenska hovet och blev också själv impopulär under sin vistelse, till viss del på grund av sin franska sällskapsdam Elise la Flotte och dennas förlöjligande av de svenska förhållandena. Landets nya kronprinsessa lämnade Sverige sommaren 1811 och återvände till Paris där hon kom att bo på Rue d'Anjou.
I Paris levde Désirée inkognito, formellt som "grevinna av Gotland", och hade ingen hovstat – endast la Flotte som hjälpte henne i värdinnesysslorna. Hon umgicks mest med sin släkt och gamla vänner men blev ändå, förmodligen utan egna intentioner och ambitioner, inblandad i diverse politiska frågeställningar. På hennes mottagningar syntes bland andra den svenska ministern Hochschild, och även politiker Talleyrand och polisminister Fouché, som genom henne på Napoleons uppdrag försökte påverka Karl Johan. Politiska påtryckningar på maken, som skulle ha förändrat också Désirées liv, framfördes också direkt till Sveriges kronprins: vid mötet mellan maken och tsaren i Åbo 1812 föreslogs att Karl Johan skulle skilja sig från Désirée och istället gifta sig med en av tsarens systrar, något som dock avböjdes. Samma år utgjorde hon mellanhand vid den hänvändelse, som Napoleon genom utrikesministern hertig de Bassano riktade till Karl Johan. Den svenske tronföljaren ska ha sett det som positivt att hon bodde i Paris, där hon kunde blidka Napoleons vrede över Sveriges brist på stöd för att upprätthålla kontinentalsystemet, och där hon på plats kunde hålla sin make underrättad om storpolitiken. Då makarnas korrespondens är förstörd, är det dock okänt hur mycket av den som egentligen handlade om politik.
Inför sitt fälttåg till Ryssland 1812 hade Napoleon bett Désirée att lämna Frankrike, och hon hade initialt gjort sig redo, men till slut låtit bli att fara. Tack vare att hon levde inkognito i Paris kunde hon hållas utanför då Sverige 1813 befann sig i krig med Frankrike. Hon tillbringade sommaren tillbakadraget med Katharina av Württemberg på sin syster Julies lantslott Château de Mortefontaine och återvände till Paris vid nyår 1814. Vid de allierades intåg i Paris 31 mars 1814 gav hon sin syster Julie Clary, nu före detta drottning av Spanien och Napoleons svägerska, asyl i sitt hus. Hon mötte Karl Johan vid hans ankomst till Paris, men då han återvände till Sverige stannade hon kvar, något som tilldrog sig uppmärksamhet. Till Jacob De la Gardie, som besökte henne på Mortefontaine samma år, besvarade hon hans fråga varför hon inte återvände till Sverige med att mena att hon var rädd för att maken skulle skilja sig från henne.
Hon behöll sitt inkognito, men fortsatte ändå att ha kontakt med den svenska legationen och hon höll även officiella mottagningar där hon tog emot svenskar, bland dem kemisten Jöns Jacob Berzelius. Officiellt föregav hon hälsoskäl som orsak till att hon inte återvände till Sverige, något som sedan ofta var föremål för spekulationer. Hon presenterades för Frankrikes nyblivne kung Ludvig XVIII i maj 1814 och hade sedan fortsatt en god relation till denne. Hon umgicks ofta med Germaine de Stael, Juliette Récamier och Felicite de Genlis. Efter Napoleons misslyckade återkomst under de hundra dagarna 1815 tvingades hon skiljas från sin syster Julie, som liksom alla övriga medlemmar av familjen Bonaparte blev landsförvisade på livstid. Hon var ofta gäst vid Ludvig XVIII:s hov, där hon ska ha anpassat sig väl och trivts bra. När den franske kungen uttryckte en önskan att göra något för henne, inledde hon en regelbundet upprepad begäran om tillstånd för sin syster Julie att få återvända till Frankrike.

### Drottning

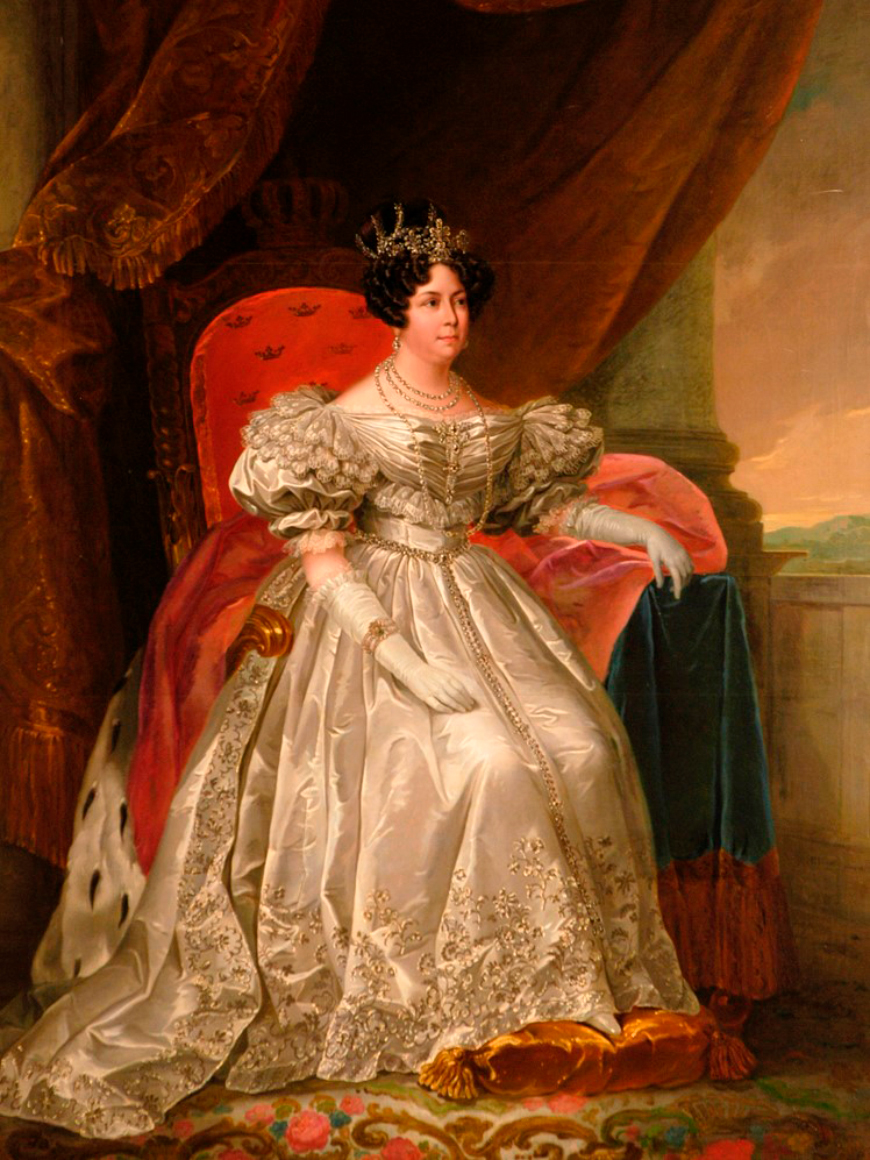
Drottning Desideria

Desiderias kröningsklänning finns på Livrustkammaren.

Desiderias kröningsskor.

Medalj med Desideria, 1829. Skoklosters slott

Désirée blev drottning av Sverige och Norge vid sin makes tronbestigning år 1818. Hon var dock fortsatt bosatt i Paris. Änkedrottning Charlotta föreslog att hon skulle anställa svenska hovdamer, men hon avböjde med argumentet att hon fortfarande levde inkognito och inte ett hovliv. Under sin tid som drottning i Paris hade Désirée en uppmärksammad förälskelse i Ludvig XVIII:s ministerpresident hertigen av Richelieu. Hon ska ha uppvaktat honom då han blev konseljpresident 1816. Hennes ärende gällde hennes syster Julies rätt att få återvända från den exil alla av familjen Bonaparte hade blivit dömda till. Ludvig XVIII gav i uppdrag åt Richelieu att ge henne avslag på det mest älskvärda sätt möjligt, och Richelieu, som beskrivs som en person med stor charm, ska ha gjort det så effektivt att hon blev förälskad i honom. Huruvida den förklaringen stämmer är inte känt, men hennes förälskelse är bekräftad och tilldrog sig stor uppmärksamhet av samtiden, speciellt som den var obesvarad och Désirée så öppet visade sin beundran.
Enligt Laure Junot vågade Désirée aldrig tilltala Richelieu, men då han kom in i ett rum, tystnade hon och iakttog honom och började inte tala igen förrän han lämnat detsamma. Då han reste från Paris följde hon efter honom, och hon anlitade också en konstnär för att teckna av honom genom att i smyg iaktta honom på hans arbetsrum. Junot antecknade: "M. de Richelieu var mycket besvärad av denna bisarra kult. Drottningen av Sverige följde efter honom till och med på hans resor, på hans utflykter, och sökte alltid något skäl att komma i beröring med honom. Exempelvis reste hon till baden i Spa på samma gång som han och lät varje morgon sätta in en korg med blommor i hans salong." Richelieu refererade till henne som "den tokiga drottningen". En annan förklaring till hennes beteende har varit att Karl Johan hade gett henne i uppdrag att sätta sig i förbindelse med Richelieu av politiska skäl, men att hon hade svårt att fullfölja uppdraget på grund av sin blyghet inför hans avvisande attityd.
Under sommaren 1822 gjorde hennes son Oscar en resa i Europa för att leta efter en brud, och man kom överens om att de skulle träffas. Frankrike ansågs dock olämpligt. De träffades först i Aachen i juni och därefter en gång i Schweiz innan de skildes åt igen. I Aachen var hon i sällskap med sin syster Julie och Thérésa Tallien, då den senare föreslog Marianne av Nederländerna som Oscars brud. Denna var den svenske prinsen därför också och "tittade på" innan han fortsatte sin brudfärd med att besöka Josefina av Leuchtenberg. Valet föll på den sistnämnda och när väl vigseln skulle bli av beslöt Désirée att följa Josefina till Sverige. De möttes i Lübeck och anlände tillsammans till Manilla i Stockholm 13 juni 1823. Désirée kom alltsedan denna tid att bli permanent bosatt i Sverige. Hon gav cour 17 juni som drottning i Stockholm där regeringen och hovet presenterades för henne. Därefter närvarade hon den 19 juni vid det officiella välkomnandet av Josefina och den efterföljande vigseln klädd i guldtyg. En deputation från ständerna anhöll i november om att hon skulle krönas och Karl Johan svarade dem att han skulle bestämma en tid.
Désirée kröntes så, till sist, till svensk drottning 21 augusti 1829 i Storkyrkan. Karl Johan hade länge uppskjutit hennes kröning, kanske för att han förutsåg problem på grund av hennes religion. Det förekom också förslag på att man skulle föreslå henne att konvertera inför kröningen, men förslaget röstades ned. Desideria, som hennes mer svensk-klingande drottningnamn kom att bli, blev krönt på egen begäran då hon aktivt ska ha bearbetat Karl Johan om att också hon skulle krönas: "annars var hon ingen rätt drottning". En orsak tros också ha varit att hon uppfattade det som en garanti mot en ekonomiskt ofördelaktig skilsmässa. Desideria beskrev senare i livet hur rörd och imponerad hon hade varit av sin egen kröning.  
Desideria hade begärt att bli krönt även i Norge, och hennes begäran hade godkänts och erforderliga medel hade erlagts till en kröning 1830, men i slutändan kunde planen aldrig realiseras på grund av hennes katolska religion.
Hon fick som drottning sitt eget hov som förestods av hennes brorsdotter, grevinnan Marcelle Tascher de la Pagerie, som blev hennes hovmästarinna och även hennes närmaste sällskap under de första åren i Sverige. Enligt hennes kammarherre Hochschild var hennes år i Sverige händelselösa: "Det skulle vara en otacksam uppgift att berätta hur hon tillbragte de trettio år, som skiljde hennes kröning från hennes död".
Désirée saknade helt politiska intressen, och det faktum att hon aldrig engagerade sig politiskt omtalades länge som en förtjänst. Hon var dock känd för att kunna lugna Karl Johans temperament med sin godmodiga gemytlighet även då han var upprörd över någon politisk fråga. Det finns en del sådana anekdoter. Ett exempel är då Karl Johan vid ett tillfälle tappade behärskningen och utbredde sig om hur han skulle vilja bestraffa några politiska motståndare. För varje kraftåtgärd han förordade slog hon sin solfjäder i bordet och sade: "Han skulle inte kunna döda en katt!" Hon ska också ha sagt: "Jo, det där tycker jag allt om att höra sägas av dig, du som icke en gång har hjärta att vrida nacken av en kyckling!" 
Relationen mellan henne och Karl Johan var efter hennes återkomst till Sverige distanserad. Hon följde med honom på hans resor och delade hans bostad, men de delade inte vardagsvanor och åt till exempel aldrig tillsammans. Karl Johan ska ha betett sig en aning retligt och otåligt mot henne, medan hennes beteende mot honom var obesvärat och ibland även gränslöst. Hon brukade till exempel gå in till hans sovrum och stanna där långt in på nätterna trots att han då ville vara ensam med sin vän Magnus Brahe. När Karl Johan blev arg på henne brukade hon lugna honom med ordet: "Bernadotte!" Desideria ska under de första åren ha plågats av svartsjuka över den uppmärksamhet Karl Johan gav deras svärdotter, och detta ska ibland ha förorsakat scener där hon anklagade honom för att försumma henne.

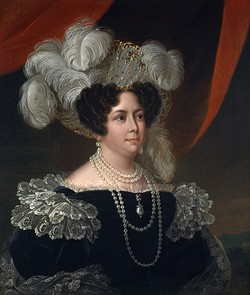
Drottning Desideria omkring 1830.

Drottningens excentriska vanor gjorde henne omtalad och det finns många anekdoter om dem. Hon blev mest känd för att göra natt till dag och dag till natt. Vanligen gick hon till sängs klockan fyra på morgonen och steg upp klockan två på eftermiddagen. Hon företog ofta en åktur innan hon gick till sängs; då hon vid ett tillfälle företog den åktur hon alltid gjorde före sitt sänggående, var klockan åtta på morgonen, och hon sade ogenerat "god morgon" till greve Gustaf Lagerbjelke på vägen. Under sina åkturer gjorde hon ofta besök som på grund av tidpunkten ofta var mycket olämplig och ibland inträffade när personen hade eller var på väg att gå till sängs. Vid fint väder företog hon en daglig "promenad i vagn" men vid motsatt prognos körde vagnen bara runt på slottets borggård, en vana som kallades "Kring kring". På grund av sina oregelbundna vanor blev hon känd för att inte kunna passa tider. Hon lät ofta gäster vänta, något som irriterande Karl Johan, och kunde anlända till operabesök efter att ridån gått ned efter sista akten.
Sommartid vistades hon mest på Rosersbergs slott som också Karl Johan tidvis använde som sommarresidens. Rosersberg var hennes favorit bland sommarslotten och hon hade där en hönsgård där hönorna var hennes husdjur och inte fick slaktas. Hon tyckte dock att Rosersberg låg för långt ute på landet och föredrog att bo på Drottningholm eller Haga. Under vistelserna på Rosersberg gjorde hon gärna promenader mitt i natten i slottsträdgården. Eftersom hon var rädd för fladdermöss, brukade hon föreskriva att hennes hovdamer skulle gå före henne, klädda i vitt, för att locka till sig fladdermössen.
Désirée intresserade sig för mode och dans. Hon ägnade mycket tid åt sin frisyr, var till hög ålder ofta djupt dekolleterad och ska ha dansat väl även som gammal. Hennes stående standardfråga till de kvinnor som presenterades för henne vid hovcour ska ha varit en fråga om de tyckte om att dansa. Hennes övriga konversation handlade mest om hennes gamla liv i Frankrike. Ända fram till sin död upprepade hon historier om de stora händelserna under sitt liv på Napoleons tid; hon kunde då säga att det hade känts märkligt att se Josephine de Beauharnais bli kejsarinna i stället för henne, och om Josephines kröning 1804, när hon hade räddat situationen genom att stödja kejsarinnan då denna var nära att falla baklänges, eftersom Napoleons systrar hade ryckt i hennes släp.
Desideria kom aldrig att trivas med hovlivet.  Hon tyckte om sällskapsliv, men vantrivdes svårt med hovetiketten, och hennes motvilja att underkasta sig den gjorde att hon hade svårigheter att sätta sig i respekt hos den svenska adeln, som gjorde narr av henne bakom hennes rygg på grund av detta. Ett typiskt exempel var då Magnus Brahe i breven till Aurora Wilhelmina Koskull på grund av detta beskrev Desideria som "kollrig" och allmänt omöjlig i sällskapslivet, något som var en vanlig åsikt om henne inom adeln.  
Desideria hade därmed svårt att sätta sig i respekt hos sina hovdamer, som dessutom utsågs också utan att hon tillfrågats, något som illustrerades av en hovman, som vid tillsättningen av en statsfru kommenterade ”huru behaglig hon blir för Drottningen det blir en annan sak men troligen är det hvad man minst gjort afseende uppå.”  Hennes bristande kontroll över hovdamerna påpekades åtminstone en gång av Karl Johan, som förebrådde henne för ett tillfälle då den bristande disciplinen hade lett till att två statsfruar "skrikit åt varandra som roddarmadamer" i ett gräl om placeringen i drottningens vagn vid en resa: ”Försök att förmå dina damer att icke förse allmänheten med upplysningar om deras tilltag och deras gräl såsom det hände den dag du lämnade Stockholm”. 
Dessa svårigheter dämpades under hennes släkting Marcelle Tascher de la Pageries tid som överhovmästarinna på grund av dennas succé inom sällskapslivet, men under Taschers efterträdare blev Desideria allteftersom mer tillbakadragen, eftersom hon inte fann något nöje i sällskapslivet om det måste utövas enligt etiketten, och hon jämförde i ett brev till sin syster Julie Taschers efterträdare till dennas nackdel med sin svärdotters överhovmästarinna: ”Du har säkert funnit grevinnan Piper mycket älskvärd och underhållande; hon är en överlägsen person [un phénix]. Joséphine hade tur, som ﬁck henne till hovdam, min är en riktig istapp!”    
Till systern Julie skrev Desirée: 
”Vad hoven är trista, då man ej är uppfödd där. [...] De damer som uppvaktar mig är icke särdeles glada av sig, och jag tvingas att ge akt på mig själv både fysiskt och moraliskt. [...] jag kan aldrig blifva förtrogen med den stränga etiketten, som man måste iakttaga vid hofvet [...] Då man lever omgiven av ett hov och då man måste ge ut tryck åt sina känslor i form av artighetsfraser såsom hovet kräver, så betyder det, att så mycket svårigheter kommer med i spelet, att man hellre avstår", och det sades om henne att ”mesta tiden tillbragte hon i sin egen våning, der hennes tankar, med saknad ﬂydde tillbaka till den tid, då hon omgifven af tillgifna vänner, lefde i Frankrike fri från etikettens tvång”.
Detta innebar dock inte att Desideria helt saknade vänner bland sin personal: hon beskrivs särskilt som änkedrottning som väl omtyckt av sin personal på grund av sin omtänksamhet, och fann också vänner bland hovdamerna, bland dem kanske främst Clara Bonde.   
Sedan hennes brorsdotter Marcelle Tascher de la Pagerie rest hem umgicks hon ofta med grosshandlaren Carl Abraham Arfwedson då han hade varit gäst i hennes barndomshem, något som fick folk att förmoda att de en gång hade haft en romans. Drottningen lärde sig aldrig att tala svenska.   Liksom sin svärdotter Josefina var hon formellt sett katolik, men hon var inte religiös och bevistade mässornas i Josefinas katolska kapell enbart för att visa sig tillmötesgående mot svärdottern, som förebrådde henne för hennes ovilja att gå till bikt. Hon svarade att hon inte ville bikta sig eftersom hon inte hade något att bekänna, och då den katolske biktfadern försökte predika för henne, tystade hon honom och sade att sådant retade hennes nerver.
Désirée var även drottning av Norge och besökte detta land första gången år 1825, då hon närvarade vid läggningen av grundstenen av det framtida kungliga slottet i Kristiania den 1 oktober. Slottet byggdes eftersom Akershus krävde alltför kostsamma renoveringar, och fram till att slottet det var färdigt år 1849 fick Desideria liksom övriga kungafamiljen bo i Bernt Ankers Paléet. Under festligheterna inför invigningen hölls en bal där hon dansade med auditör Linstow och under angläsen berättade att han skulle bli slottsintendent. Desideria ska ha trivts bra i Norge. Hon är i Norge känd som beskyddare för Maria Schandorffs Eugeniastiftelse för fattiga flickor i Kristiania som grundades 1828 och som hon regelbundet gav sitt stöd och besökte fram till år 1847.

### Änkedrottning

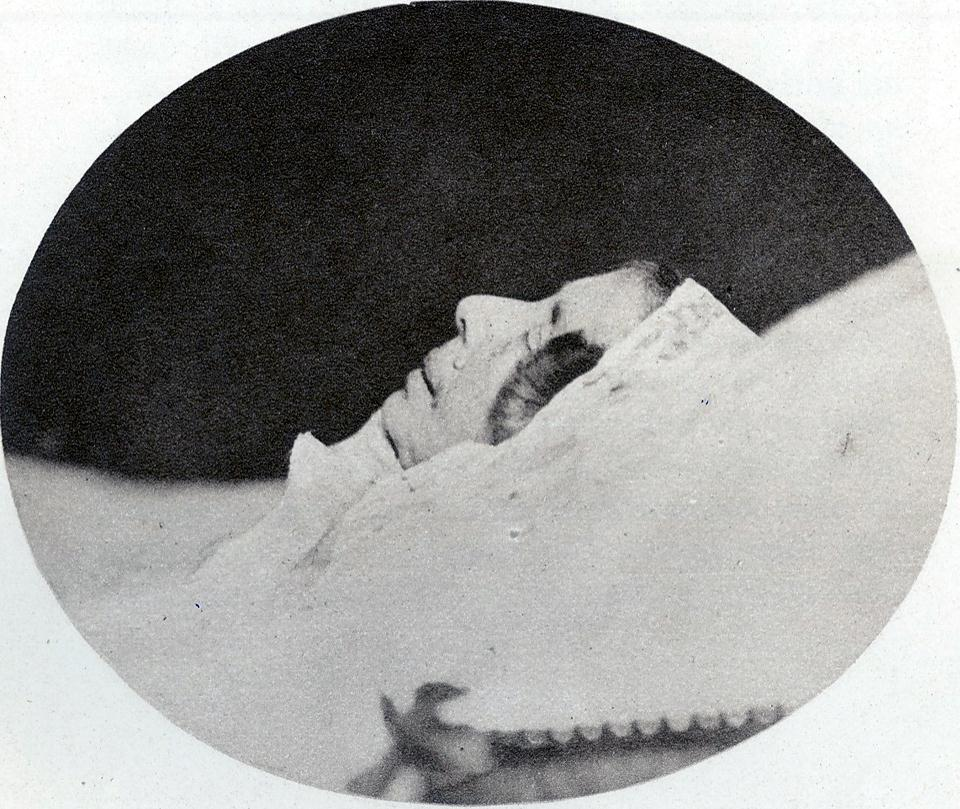
Drottning Desideria på sin dödsbädd

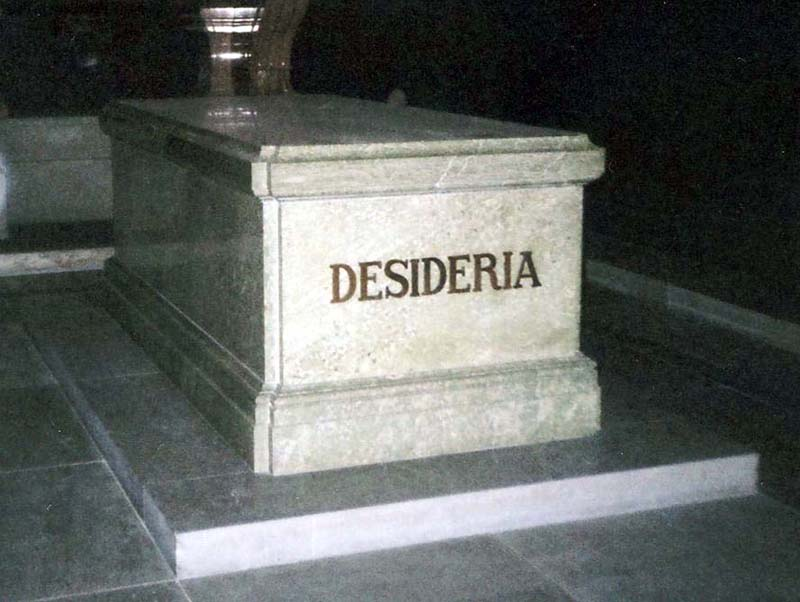
Sarkofagen i Riddarholmskyrkan med drottningens stoft.

Désirée blev änkedrottning vid Karl Johans död 1844. Hennes son Oscar I lät henne dock behålla den våning på Stockholms slott hon hade bott i som drottning, och hon slapp därför ändra sina vanor. Även hennes hovstat kvarstod oförändrad. Då hennes efterträdare Josefina antydde att hon borde halvera sitt hov eftersom hon i egenskap av änkedrottning inte längre behövde dem, svarade hon: "Det är väl sant att jag numera ej behöver dem alla, men de alla behöva fortfarande mig." Hon var en omtyckt arbetsgivare vid sin hovstat och försörjde också ett antal fattiga överklasskvinnor genom att ge dem sömnadsarbete. Hon engagerade sig även i välgörenhet, men ska ha gjort det diskret: "Hennes välgörenhet var betydande men skedde i tysthet".
Samma år hon blev änka beskrevs hon av den franske diplomaten Bacourt: "Kungligheten hade icke förändrat henne - olyckligtvis, för kronans anseendes skull. Hon har alltid varit och kommer alltid att förbli en högst vanlig borgarkvinna, förvånad över sin upphöjelse och förvånande att skåda på en tron".
Désirée kände hela sitt liv i Sverige en längtan tillbaka till Paris. Hennes hus på Rue d'Anjou stod under alla år redo att ta mot henne, underhållet av hennes syster, Villeneuve, och hennes franska tjänarstab, bland annat hennes sons gamla amma, medan hennes intressen i Frankrike övervakades av hennes brorson vicomte de Clary. Under hennes sista år kom hennes hus i vägen för stadsbyggare Haussmanns omplanering av Paris' stadsplan, men genom tillmötesgående av Napoleon III fick huset kvarstå fram till 1861, ett år efter hennes död. Hon ville år 1853 återvända hem till Frankrike med ett fartyg från Karlskrona över Östersjön – anmärkningsvärt eftersom hon var mycket rädd för havet – men ändrade sig helt tvärt och återvände till Stockholm. Hon hade en i stort sett friktionsfri relation med sin svärdotter Josefina och ska ha känt stor sympati för den senare drottningen Lovisa. År 1858 bar hon sitt barnbarnsbarn Gustaf till dopet.
Vid ett besök på operan den 17 december 1860 blev änkedrottningen plötsligt dålig. Hon lämnade den kungliga logen och återvände hastigt till slottet. "Då hon kommit uppför halfva trappan i östra hvalfvet, öfverväldigades hon af en plötslig vanmakt och måste bäras vidare i en länstol." Klockan kvart i elva på kvällen avled Desideria i all stillhet. Hon låg lit de parade den 8 januari 1861 i Riddarsalen på slottet. Jordfästningen förrättades den 10 januari av abbé Jacob Laurentius Studach efter katolska kyrkans ritual. Samma dag flyttades kroppen till Riddarholmskyrkan och den 11 skedde begravningen där ärkebiskop Henrik Reuterdahl höll predikan.

## Barn
- Joseph François Oscar (Oskar I) (1799–1859)

## Eftermäle
Asteroiden 344 Desiderata är uppkallad efter henne.

## Populärkultur
Den franska filmen Den förste Bernadotte från 1942 kretsar kring Desiderias liv. Filmen skrevs och regisserades av Sacha Guitry.
Annemarie Selinko har med utgångspunkt i drottningens liv skrivit romanen Désirée, där huvudpersonen berättar i jagform om sitt liv. Romanen har blivit filmatiserad med Jean Simmons i huvudrollen.
I datorspelet Assassin's Creed: Unity (2014) förekommer hon som en bifigur i ett triangeldrama med Napoleon och Bernadotte under franska revolutionen. I spelet görs hennes röst av Amber Goldfarb.